# Coupe d'Europe des clubs de basket-ball en fauteuil roulant 2018
Navigation
Saison précédente Saison suivante
La Coupe d'Europe des clubs de basket-ball en fauteuil roulant 2018, ou EuroCup 2018, est la 43e édition de la Coupe d'Europe des clubs de basket-ball en fauteuil roulant, organisée par l'IWBF Europe.

## Changements de dénominations et de format des tours préliminaires
Après la refonte du tour final de la Champions Cup entre 2015 et 2017, ce sont les tours préliminaires qui sont réorganisés en 2018, avec quatre divisions correspondant aux nouveaux noms des tours finaux : Champions League (Ligue des Champions), Euroleague 1 (Euroligue 1), Euroleague 2 (Euroligue 2) et Euroleague 3 (Euroligue 3). Les modes de qualification sont aussi adaptés, avec notamment le repêchage en Euroligue 1 des équipes classées troisièmes des plateaux des 1/4 de finale de la Ligue des Champions.

## Tours préliminaires

### Équipes dispensées de tour préliminaire (qualifications directes)
Les formations suivantes sont directement qualifiées pour les 1/4 de finale de la Ligue des Champions ou la phase finale d'une des trois Euroligues, selon le tableau ci-dessous.
| Équipe                      | Qualification directe pour          | Statut                                                     |
| --------------------------- | ----------------------------------- | ---------------------------------------------------------- |
| CD Ilunion Madrid           | Ligue des Champions (1/4 de finale) | Champion d'Europe 2017                                     |
| Unipol Sai Briantea84 Cantù | Ligue des Champions (1/4 de finale) | Vice-champion d'Europe 2017                                |
| Bidaideak Bilbao BSR        | Euroligue 1                         | Club organisateur de la phase finale de l'Euroligue 1 2018 |
| Sheffield Steelers          | Euroligue 2                         | Club organisateur de la phase finale de l'Euroligue 2 2018 |
| CP Mideba Extremadura       | Euroligue 3                         | Club organisateur de la phase finale de l'Euroligue 3 2018 |

### Ligue des Champions
Le tour préliminaire de la Ligue des Champions compte initialement trois poules de cinq équipes. Les deux premières équipes se qualifient pour les 1/4 de finale, les troisièmes sont reversées au tour final de l'Euroligue 1 et les quatrièmes à celui de l'Euroligue 2. À la suite de deux forfaits, le groupe C ne compte plus que quatre équipes (seule une des deux a été remplacée).

#### Groupe A
L'organisation du groupe A a été attribuée à aux Allemands de Lahn-Dill, troisième de l'EuroCup 1 en 2017. Ils retrouvent les Italiens de Porto Torres qu'ils avaient éliminés en 1/4 de finale. Le groupe est complété par trois équipes qui ont disputé l'EuroCup 2 : Galatasaray (premier), Oldham (sixième) et Meaux (septième).
Triples-doubles réalisés au cours de la compétition :
- Mateusz Filipski (Galatasaray) contre Meaux : 14 points, 11 rebonds, 11 passes décisives
- Michael Paye (Lahn-Dill) contre Oldham : 19 points, 11 rebonds, 13 passes décisives

| PCL Groupe A |                  |     |   |   |     |     |      |     |       |
|              | Équipe           | Pts | G | P | PP  | PC  | Diff | Dép | Moy   |
| 1            | Galatasaray SK   | 8   | 4 | 0 | 301 | 181 | +120 |     | 75-45 |
| 2            | RSV Lahn-Dill    | 7   | 3 | 1 | 270 | 182 | +88  |     | 68-46 |
| 3            | Oldham Owls      | 6   | 2 | 2 | 247 | 245 | +2   |     | 62-61 |
| 4            | GSD Porto Torres | 5   | 1 | 3 | 187 | 306 | -119 |     | 47-77 |
| 5            | CS Meaux BF      | 4   | 0 | 4 | 171 | 262 | -91  |     | 43-66 |

| Légende | Légende                                                   |
| ------- | --------------------------------------------------------- |
|         | Qualifié pour les 1/4 de finale de la Ligue des Champions |
|         | Qualifié pour la phase finale de l'Euroligue 1            |
|         | Qualifié pour la phase finale de l'Euroligue 2            |
|         | Éliminé                                                   |

| Lahn-Dill Porto Torres Galatasaray Meaux Oldham |

#### Groupe B
Le groupe B prend place à Albacete, finaliste de l'EuroCup 2, qui retrouve Giulianova, troisième de cette épreuve. Ces deux équipes sont accompagnées de deux 1/4 de finalistes de l'EuroCup 1, Beşiktaş et Hambourg, ainsi que des vainqueurs de l'EuroCup 3, les Français du Cannet. 
| PCL Groupe B |                          |     |   |   |     |     |      |     |       |
|              | Équipe                   | Pts | G | P | PP  | PC  | Diff | Dép | Moy   |
| 1            | BSR Amiab Albacete       | 8   | 4 | 0 | 298 | 235 | +63  |     | 75-59 |
| 2            | Beşiktaş RMK Marine      | 7   | 3 | 1 | 261 | 256 | +5   |     | 65-64 |
| 3            | BG Baskets Hamburg       | 6   | 2 | 2 | 270 | 276 | -6   |     | 68-69 |
| 4            | Hornets Le Cannet        | 5   | 1 | 3 | 278 | 280 | -2   |     | 70-70 |
| 5            | DECO Amicacci Giulianova | 4   | 0 | 4 | 238 | 298 | -60  |     | 60-75 |

| Légende | Légende                                                   |
| ------- | --------------------------------------------------------- |
|         | Qualifié pour les 1/4 de finale de la Ligue des Champions |
|         | Qualifié pour la phase finale de l'Euroligue 1            |
|         | Qualifié pour la phase finale de l'Euroligue 2            |
|         | Éliminé                                                   |

| Albacete Beşiktaş Hambourg Giulianova Le Cannet |

#### Groupe C
Le groupe C est attribué aux Thüringia Bulls, quatrièmes de l'EuroCup 1. Initialement, ils retrouvent Hyères, éliminé en 1/4 de finale. Les autres formations sont d'un niveau bien plus modeste : Toulouse (huitième de l'EuroCup 2 à domicile), Ramat Gan (sixième de l'EuroCup 3 après avoir été repêché de sa cinquième place du groupe préliminaire où était présent Thüringia) et les London Titans (quatrièmes de l'EuroCup 4). Les deux équipes françaises de Hyères et Toulouse font finalement forfait et sont remplacées seulement par Varese, en provenance du groupe B de l'Euroligue 1. En conséquence, le dernier match du dimanche est une rencontre de classement entre, d'une part le 1er et le 2e de la poule, et d'autre part le 3e et le 4e.
| PCL Groupe C (phase préliminaire) |                           |     |   |   |     |     |      |     |        |
|                                   | Équipe                    | Pts | G | P | PP  | PC  | Diff | Dép | Moy    |
| 1                                 | RSB Thüringia Bulls       | 6   | 3 | 0 | 299 | 117 | +182 |     | 100-39 |
| 2                                 | Ilan Ramat Gan            | 5   | 2 | 1 | 149 | 187 | -38  |     | 50-62  |
| 3                                 | London Titans             | 4   | 1 | 2 | 129 | 201 | -72  |     | 43-67  |
| 4                                 | ASD Handicap Sport Varese | 3   | 0 | 3 | 138 | 210 | -72  |     | 46-70  |

| Légende | Légende                                  |
| ------- | ---------------------------------------- |
|         | Qualifié pour la finale du groupe        |
|         | Qualifié pour la petite finale du groupe |

| Thüringia Ramat Gan Varese Londres |

Après les rencontres de poule habituelles, un match supplémentaire est disputé pour établir le classement final.
|  | Match de classement 1er-2e |    |
|  |                            |    |
|  | 3 février 2018, à Elxleben |    |
|  |                            |    |
|  | RSB Thüringia Bulls        | 93 |
|  | RSB Thüringia Bulls        | 93 |
|  | Ilan Ramat Gan             | 36 |
|  | Ilan Ramat Gan             | 36 |

|  | Match de classement 3e-4e  |    |
|  |                            |    |
|  | 3 février 2018, à Elxleben |    |
|  |                            |    |
|  | London Titans              | 67 |
|  | London Titans              | 67 |
|  | ASD Handicap Sport Varese  | 37 |
|  | ASD Handicap Sport Varese  | 37 |

### Euroligue 1
Le tour préliminaire de l'Euroligue 1 compte deux poules de cinq équipes. Les premières de chaque poule se qualifient pour le tour final de l'Euroligue 1, les deuxièmes pour celui de l'Euroligue 2 et les troisièmes à celui de l'Euroligue 3.

#### Groupe A
Le groupe A du tour préliminaire de l'Euroligue 1 est organisé par Nevskiy Alyans à Saint-Pétersbourg. Septièmes de l'EuroCup 3 en 2017, les Russes retrouvent Yalova, troisième de cette compétition, et Haïfa, qu'ils avaient battu lors du dernier match de classement. Ces équipes sont accompagnées par les Autrichiens des Sitting Bulls, éliminés à domicile lors du tour préliminaire de l'Euroligue 2 la saison passée. Santa Lucia fait son grand retour dans les compétitions continentales après son année 2017 blanche, qui avait suivi plusieurs podiums en EC1 en 2010, 2011, 2013 et 2015. Yalova déclare finalement forfait juste avant le début de la compétition.
| PEL1 Groupe A |                                     |     |   |   |     |     |      |     |       |
|               | Équipe                              | Pts | G | P | Pm  | Pe  | Diff | Dép | Moy   |
| 1             | Interwetten Coloplast Sitting Bulls | 5   | 2 | 1 | 185 | 186 | -1   | +28 | 62-62 |
| 2             | BKIS Nevskiy Alyans VOI             | 5   | 2 | 1 | 148 | 148 | +0   | -28 | 49-49 |
| 3             | SSD Santa Lucia                     | 4   | 1 | 2 | 160 | 159 | +1   | +9  | 53-53 |
| 4             | Beit Halochem Haïfa                 | 4   | 1 | 2 | 175 | 175 | +0   | -9  | 58-58 |

| Légende | Légende                                        |
| ------- | ---------------------------------------------- |
|         | Qualifié pour la phase finale de l'Euroligue 1 |
|         | Qualifié pour la phase finale de l'Euroligue 2 |
|         | Qualifié pour la phase finale de l'Euroligue 3 |
|         | Éliminé                                        |

| Nevskiy Alyans Santa · Lucia Sitting Bulls Haïfa |

#### Groupe B
Le groupe B prend place en Suisse, chez les Pilatus Dragons (cinquièmes de l'EuroCup 4). Comme la saison passée, ils y retrouvent Kardemir (cinquième de l'EuroCup 2) et les Russes de BasKI Neva Star (cinquièmes de l'EuroCup 3). Gran Canaria, quatrième de l'EuroCup 3 est aussi présent, avec les Italiens de Varèse, forfaits en phase finale l'an passé alors qu'ils s'étaient qualifiés pour l'EuroCup 3 eux aussi. Ces derniers ayant par la suite été repêchés en Ligue des Champions, ils sont remplacés par les Allemands de Wiesbaden (en provenance du groupe A de l'Euroligue 2).
Triples-doubles réalisés pendant la compétition :
- Murat Arslanoğlu (Kardemir Karabükspor) contre Gran Canaria : 19 points, 13 rebonds et 13 passes décisives.

| PEL1 Groupe B |                              |     |   |   |     |     |      |     |       |
|               | Équipe                       | Pts | G | P | Pm  | Pe  | Diff | Dép | Moy   |
| 1             | Kardemir Karabükspor Kulübü  | 8   | 4 | 0 | 307 | 220 | +87  |     | 77-55 |
| 2             | BSR ACE Gran Canaria         | 7   | 3 | 1 | 261 | 212 | +49  |     | 65-53 |
| 3             | Rhine River Rhinos Wiesbaden | 6   | 2 | 2 | 208 | 245 | -37  |     | 52-61 |
| 4             | Pilatus Dragons RCZS         | 5   | 1 | 3 | 225 | 234 | -9   |     | 56-59 |
| 5             | BasKI Neva Star              | 4   | 0 | 4 | 183 | 273 | -90  |     | 46-68 |

| Légende | Légende                                        |
| ------- | ---------------------------------------------- |
|         | Qualifié pour la phase finale de l'Euroligue 1 |
|         | Qualifié pour la phase finale de l'Euroligue 2 |
|         | Qualifié pour la phase finale de l'Euroligue 3 |
|         | Éliminé                                        |

| Pilatus Dragons Wiesbaden Gran Canaria Karabük Neva Star |

### Euroligue 2
Le tour préliminaire de l'Euroligue 2 compte deux poules de cinq équipes. Les premières de chaque poule se qualifient pour le tour final de l'Euroligue 2 et les deuxièmes pour celui de l'Euroligue 3.

#### Groupe A
Padova est l'hôte du groupe A du tour préliminaire de l'Euroligue 2, après leur forfait en phase finale de l'EuroCup 3. Ils retrouvent des habitués de la troisième division, avec les Allemands de Wiesbaden (finalistes de l'EuroCup 4) et les Turcs de Rehab Merkezi (troisièmes de l'EuroCup 4), et les habituels outsiders que sont les Belges d'Antwerp et les Français de Bordeaux, tous deux éliminés dans le groupe B de l'Euroligue 2 l'an passé. À la suite du repêchage de Wiesbaden en Euroligue 1, ce sont les Néerlandais d'Only Friends qui prennent leur place dans ce groupe (en provenance du groupe C de l'Euroligue 3.
Triples-doubles réalisés lors de la compétition :
- Marc Van De Kuilen (Antwerp) contre TSK Rehab Merkezi : 17 points, 10 rebonds et 10 passes décisives.

| PEL2 Groupe A |                                    |     |   |   |     |     |      |     |       |
|               | Équipe                             | Pts | G | P | Pm  | Pe  | Diff | Dép | Moy   |
| 1             | SC Only Friends Amsterdam          | 7   | 3 | 1 | 215 | 180 | +35  |     | 54-45 |
| 2             | Léopards de Guyenne Bordeaux       | 6   | 2 | 2 | 218 | 193 | +25  | +25 | 55-48 |
| 3             | Antwerp GEMBO Players              | 6   | 2 | 2 | 209 | 208 | +1   | +11 | 52-52 |
| 4             | TSK Rehab Merkezi Engelliler SK    | 6   | 2 | 2 | 209 | 245 | -36  | -36 | 52-61 |
| 5             | ASD Padova Millennium Basket ONLUS | 5   | 1 | 3 | 194 | 219 | -25  |     | 49-55 |

| Légende | Légende                                        |
| ------- | ---------------------------------------------- |
|         | Qualifié pour la phase finale de l'Euroligue 2 |
|         | Qualifié pour la phase finale de l'Euroligue 3 |
|         | Éliminé                                        |

| Padova Pendik Amsterdam Antwerp Bordeaux |

#### Groupe B
Le groupe B a été attribué à Meylan, habitué de l'Euroligue 2 et éliminé à ce stade l'année passée. Ils retrouvent d'ailleurs les Allemands de Köln, aussi éliminés du groupe C en 2017. Deux autres équipes ayant terminé aux dernières places du groupe D de l'EL2 la saison dernière sont présentes : les Aigles de Meyrin et Lannion. Ce groupe est complété par le SC Devedo, huitième de l'EuroCup 4.
| PEL2 Groupe B |                             |     |   |   |     |     |      |     |       |
|               | Équipe                      | Pts | G | P | Pm  | Pe  | Diff | Dép | Moy   |
| 1             | RSC Köln 99ers              | 8   | 4 | 0 | 319 | 167 | +152 |     | 80-42 |
| 2             | Aigles de Meyrin            | 7   | 3 | 1 | 238 | 228 | +10  |     | 60-57 |
| 3             | CTH Lannion                 | 6   | 2 | 2 | 227 | 267 | -40  |     | 57-67 |
| 4             | Meylan Grenoble Handibasket | 2   | 1 | 3 | 209 | 237 | -28  |     | 52-59 |
| 5             | SC DeVeDo                   | 4   | 0 | 4 | 172 | 266 | -94  |     | 43-67 |

| Légende | Légende                                        |
| ------- | ---------------------------------------------- |
|         | Qualifié pour la phase finale de l'Euroligue 2 |
|         | Qualifié pour la phase finale de l'Euroligue 3 |
|         | Éliminé                                        |

| Meylan Lannion Köln DeVeDo Meyrin |

### Euroligue 3
Le tour préliminaire de l'Euroligue 3 compte trois poules de cinq équipes. Seules les premières de chaque poule se qualifient pour le tour final de l'Euroligue 3.

#### Groupe A
Le groupe A de la dernière division regroupe plusieurs équipes expérimentées à ce niveau. Banja Luka, l'hôte de cette poule, avait participé à l'Euroligue 2 en 2017 avant d'y être éliminé, mais avait pris la cinquième place de l'EuroCup 4 à domicile en 2016. Sont aussi présents les Turcs de KKTC (quatrièmes de l'EuroCup 4 en 2016), Marseille (sixième de l'EuroCup 4 en 2017) et deux clubs qui n'ont encore jamais dépassé le tour préliminaire : les Flink Stones et Kielce.
| PEL3 Groupe A |                          |     |   |   |     |     |      |     |       |
|               | Équipe                   | Pts | G | P | Pm  | Pe  | Diff | Dép | Moy   |
| 1             | KKI Vrbas Banja Luka     | 8   | 4 | 0 | 326 | 208 | +118 |     | 82-52 |
| 2             | KK Turkcell Lefkoşa      | 7   | 3 | 1 | 259 | 242 | +17  |     | 65-61 |
| 3             | RBB Flink Stones Graz    | 6   | 2 | 2 | 228 | 243 | -15  |     | 57-61 |
| 4             | HSB Marseille            | 5   | 1 | 3 | 210 | 242 | -32  |     | 53-61 |
| 5             | KS Pactum Scyzory Kielce | 4   | 0 | 4 | 204 | 292 | -88  |     | 51-73 |

| Légende | Légende                                        |
| ------- | ---------------------------------------------- |
|         | Qualifié pour la phase finale de l'Euroligue 3 |
|         | Éliminé                                        |

| Banja · Luka Lefkosia Marseille Graz Kielce |

#### Groupe B
Les Grecs de Megas Alexandros, forfaits en 2016 mais ayant déjà disputé quelques tours préliminaires auparavant, accueillent cette fois-ci le groupe B de l'Euroligue 3. Ils affrontent des équipes habituées telles que CAPSAAA Paris, Pardubice, Konstancin et Izmir Genclik (favori du groupe étant la seule formation s'étant déjà qualifiée pour une phase finale, mais cela remonte à 2014).
| PEL3 Groupe B |                                   |     |   |   |     |     |      |     |       |
|               | Équipe                            | Pts | G | P | Pm  | Pe  | Diff | Dép | Moy   |
| 1             | Izmir BB Genclik VESK             | 8   | 4 | 0 | 323 | 163 | +160 |     | 81-41 |
| 2             | CAP SAAA Paris                    | 7   | 3 | 1 | 222 | 213 | +9   |     | 56-53 |
| 3             | WB Studánka Pardubice             | 6   | 2 | 2 | 253 | 256 | -3   |     | 63-64 |
| 4             | IKS GTM Konstancin                | 5   | 1 | 3 | 196 | 240 | -44  |     | 49-60 |
| 5             | Megas Alexandros '94 Thessaloniki | 4   | 0 | 4 | 163 | 285 | -122 |     | 41-71 |

| Légende | Légende                                        |
| ------- | ---------------------------------------------- |
|         | Qualifié pour la phase finale de l'Euroligue 3 |
|         | Éliminé                                        |

| Paris Pardubice Konstancin Izmir |

#### Groupe C
Le groupe C a été attribué à une ancienne grande équipe italienne des années 2000 revenue au plus haut niveau national : Santo Stefano (vainqueur de l'EuroCup 2 en 1996 puis de l'EuroCup 3 en 2004 et 2006, avant de terminer sur une sixième place en EuroCup 1 en 2013). Une autre formation habituée à l'Euroligue 1 est présente avec les Israéliens de Tel Aviv. Only Friends, Krylja Barsa et Lodz complètent le groupe. Les Néerlandais d'Only Friends étant finalement repêchés en Euroligue 2, ils sont remplacés par les Français du Puy-en-Velay, qui devaient initialement disputer le deuxième tournoi de qualification pour l'Eurocoupe 2019.
| PEL3 Groupe C |                         |     |   |   |     |     |      |     |       |
|               | Équipe                  | Pts | G | P | Pm  | Pe  | Diff | Dép | Moy   |
| 1             | ASD Santo Stefano Sport | 8   | 4 | 0 | 338 | 177 | +161 |     | 85-44 |
| 2             | AH Le Puy-en-Velay      | 7   | 3 | 1 | 277 | 212 | +65  |     | 69-53 |
| 3             | Beit Halochem Tel Aviv  | 6   | 2 | 2 | 269 | 269 | +0   |     | 67-67 |
| 4             | Krylja Barsa Kazan      | 5   | 1 | 3 | 180 | 291 | -111 |     | 45-73 |
| 5             | LTRSN Lodz              | 4   | 0 | 4 | 174 | 289 | -115 |     | 44-72 |

| Légende | Légende                                        |
| ------- | ---------------------------------------------- |
|         | Qualifié pour la phase finale de l'Euroligue 3 |
|         | Éliminé                                        |

| Santo · Stefano Le Puy-en-Velay Tel Aviv Kazan Lodz |

### Tournois de qualification 2019
En raison d'un trop grand nombre d'équipes inscrites en 2018, l'IWBF a décidé, pour les nouvelles formations, d'organiser un tournoi de qualification. Les vainqueurs des deux tournois se verront accorder une place pour l'EuroCup 2019.

#### Groupe A
Les Turcs de Ceylanpınar Bedensel Engelliler sont remplacés avant le début du tournoi par les Néerlandais du SC Antilope.
| ELQT Groupe A |                                       |     |   |   |     |     |      |     |       |
|               | Équipe                                | Pts | G | P | Pm  | Pe  | Diff | Dép | Moy   |
| 1             | Istanbul Elig Avukat Bürosu Yıldızlar | 8   | 4 | 0 | 310 | 169 | +141 |     | 78-42 |
| 2             | CH Saint-Avold                        | 7   | 3 | 1 | 317 | 183 | +134 |     | 79-46 |
| 3             | Équipe de France U23                  | 6   | 2 | 2 | 190 | 254 | -64  |     | 48-64 |
| 4             | SC Antilope Utrecht                   | 5   | 1 | 3 | 196 | 286 | -90  |     | 49-72 |
| 5             | Coyotes WBC Nottingham                | 4   | 0 | 4 | 164 | 285 | -121 |     | 41-71 |

| Légende | Légende                      |
| ------- | ---------------------------- |
|         | Qualifié pour l'EuroCup 2019 |
|         | Éliminé                      |
|         | Invité                       |

| Saint-Avold Nottingham Utrecht Istanbul |

#### Groupe B
Le Puy-en-Velay, initialement placé dans ce groupe, a été directement repêché en Euroligue 3 pour la saison 2017-2018, sans être remplacé.
| ELQT Groupe B |                        |     |   |   |     |     |      |     |       |
|               | Équipe                 | Pts | G | P | Pm  | Pe  | Diff | Dép | Moy   |
| 1             | Balıkesir BBSK Dernegi | 6   | 3 | 0 | 227 | 139 | +88  |     | 76-46 |
| 2             | Gazişehir Gaziantep SC | 5   | 2 | 1 | 206 | 165 | +41  |     | 69-55 |
| 3             | Güçlü Eller ESK Ankara | 4   | 1 | 2 | 173 | 182 | -9   |     | 58-61 |
| 4             | Atlas Greece           | 3   | 0 | 3 | 99  | 219 | -120 |     | 33-73 |

| Légende | Légende                                  |
| ------- | ---------------------------------------- |
|         | Qualifié pour la finale du groupe        |
|         | Qualifié pour la petite finale du groupe |

| Gaziantep Balıkesir Ankara |

Après les rencontres de poule habituelles, un match supplémentaire est disputé pour établir le classement final.
|  | Match de classement 1er-2e |    |
|  |                            |    |
|  | 28 avril 2018, à Ankara    |    |
|  |                            |    |
|  | Balıkesir BBSK Dernegi     | 64 |
|  | Balıkesir BBSK Dernegi     | 64 |
|  | Gazişehir Gaziantep SC     | 75 |
|  | Gazişehir Gaziantep SC     | 75 |

|  | Match de classement 3e-4e |    |
|  |                           |    |
|  | 28 avril 2018, à Ankara   |    |
|  |                           |    |
|  | Güçlü Eller ESK Ankara    | 74 |
|  | Güçlü Eller ESK Ankara    | 74 |
|  | Atlas Greece              | 42 |
|  | Atlas Greece              | 42 |

## Phases finales

### Ligue des Champions
Le tour final de la Ligue des Champions regroupent deux équipes allemandes, deux équipes espagnoles et deux équipes turques. Il est complété par une équipe italienne et une surprise israélienne.

#### Quarts de finale
Le tirage au sort des quarts de finale a eu lieu à Wetzlar, en clôture du groupe A du tour préliminaire de la Ligue des Champions. Les deux premiers de chaque poule se qualifient pour le final four. Les troisièmes sont reversés au tour final de l'Euroligue 1.

Groupe A

Le groupe A se tient chez les vice-champions d'Europe 2017, les Italiens de Cantù. Dans ce plateau le plus relevé, ils reçoivent Galatasaray (1er du groupe A), Albacete (1er du groupe B) et les Turingia Bulls (1er du groupe C).
| QF Groupe A | QF Groupe A                 | QF Groupe A | QF Groupe A | QF Groupe A | QF Groupe A | QF Groupe A | QF Groupe A | QF Groupe A | QF Groupe A |
|             | Équipe                      | Pts         | G           | P           | Pm          | Pe          | Diff        | Dép         | Moy         |
| ----------- | --------------------------- | ----------- | ----------- | ----------- | ----------- | ----------- | ----------- | ----------- | ----------- |
| 1           | RSB Thüringia Bulls         | 5           | 2           | 1           | 216         | 155         | +56         | +34         | 72-52       |
| 2           | Unipol Sai Briantea84 Cantù | 5           | 2           | 1           | 170         | 181         | -11         | -13         | 57-60       |
| 3           | Galatasaray SK              | 5           | 2           | 1           | 174         | 189         | -15         | -21         | 58-63       |
| 4           | BSR Amiab Albacete          | 3           | 0           | 3           | 175         | 210         | -35         |             | 58-70       |

| Légende | Légende                                        |
| ------- | ---------------------------------------------- |
|         | Qualifié pour les 1/2 finales                  |
|         | Qualifié pour la phase finale de l'Euroligue 1 |
|         | Éliminé                                        |

Groupe B

Le groupe B prend place chez les champions d'Europe en titre, les Espagnols d'Ilunion Madrid. Ils accueillent Lahn-Dill (2e du groupe A), Beşiktaş (2e du groupe B) et Ramat Gan (2e du groupe C).
Triples-doubles réalisés au cours de la compétition :
- Uğur Toprak (Beşiktaş) contre Ramat Gan : 15 points, 15 rebonds et 11 passes décisives.

| QF Groupe B | QF Groupe B         | QF Groupe B | QF Groupe B | QF Groupe B | QF Groupe B | QF Groupe B | QF Groupe B | QF Groupe B | QF Groupe B |
|             | Équipe              | Pts         | G           | P           | Pm          | Pe          | Diff        | Dép         | Moy         |
| ----------- | ------------------- | ----------- | ----------- | ----------- | ----------- | ----------- | ----------- | ----------- | ----------- |
| 1           | CD Ilunion Madrid   | 6           | 3           | 0           | 222         | 145         | +77         |             | 74-48       |
| 2           | RSV Lahn-Dill       | 5           | 2           | 1           | 204         | 158         | +46         |             | 68-53       |
| 3           | Beşiktaş RMK Marine | 4           | 1           | 2           | 170         | 175         | -5          |             | 57-58       |
| 4           | Ilan Ramat Gan      | 3           | 0           | 3           | 109         | 227         | -118        |             | 36-76       |

| Légende | Légende                                        |
| ------- | ---------------------------------------------- |
|         | Qualifié pour les 1/2 finales                  |
|         | Qualifié pour la phase finale de l'Euroligue 1 |
|         | Éliminé                                        |

#### Final Four

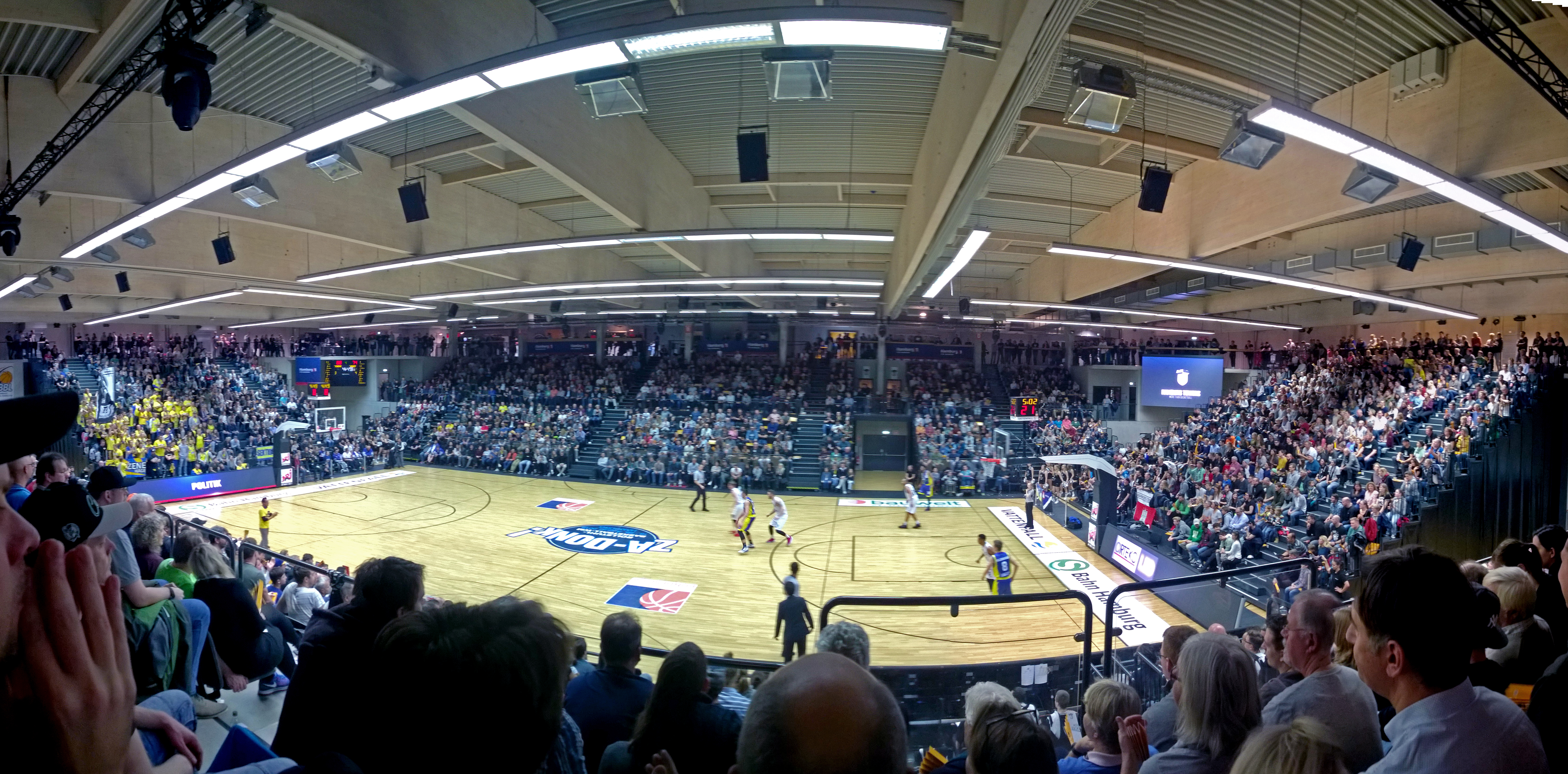
LEdel-optics.de Arena lors d'un match de basket-ball des Hamburg Towers.

Le final four 2018 est organisé à Hambourg, en Allemagne, à l'Edel-optics.de Arena (de) (anciennement Inselparkhalle). Il réunit les quatre mêmes équipes que la saison précédente, mais dans un ordre différent. La demi-finale cent pour cent allemande est un remake du match pour la troisième place qui avait vu s'imposer Lahn-Dill face à Thuringia, tandis que l'autre demi-finale est un remake de la finale remportée par Madrid face à Cantù. 
|  | 1/2 finales                 | 1/2 finales           |                   |    | Finale                | Finale                |
|  | 1/2 finales                 | 1/2 finales           |                   |    | Finale                | Finale                |
|  |                             |                       |                   |    |                       |                       |
|  | 4 mai 2018 à Hambourg       | 4 mai 2018 à Hambourg |                   |    | 5 mai 2018 à Hambourg | 5 mai 2018 à Hambourg |
|  | 4 mai 2018 à Hambourg       | 4 mai 2018 à Hambourg |                   |    | 5 mai 2018 à Hambourg | 5 mai 2018 à Hambourg |
|  | CD Ilunion Madrid           | 71                    |                   |    | 5 mai 2018 à Hambourg | 5 mai 2018 à Hambourg |
|  | CD Ilunion Madrid           | 71                    |                   |    | 5 mai 2018 à Hambourg | 5 mai 2018 à Hambourg |
|  | Unipol Sai Briantea84 Cantù | 64                    |                   |    | 5 mai 2018 à Hambourg | 5 mai 2018 à Hambourg |
|  | Unipol Sai Briantea84 Cantù | 64                    | CD Ilunion Madrid | 39 |                       |                       |
|  | 4 mai 2018 à Hambourg       |                       | CD Ilunion Madrid | 39 |                       |                       |
|  |                             | RSB Thüringia Bulls   | 74                |    |                       |                       |
|  | RSB Thüringia Bulls         | RSB Thüringia Bulls   | 74                | 85 |                       |                       |
|  | RSB Thüringia Bulls         |                       |                   | 85 |                       |                       |
|  | RSV Lahn-Dill               | 47                    |                   |    |                       |                       |
|  | RSV Lahn-Dill               | 47                    | 3e place          |    |                       |                       |
|  |                             |                       |                   |    |                       |                       |
|  | 5 mai 2018 à Hambourg       |                       |                   |    |                       |                       |
|  |                             |                       |                   |    |                       |                       |
|  | Unipol Sai Briantea84 Cantù | 72                    |                   |    |                       |                       |
|  | Unipol Sai Briantea84 Cantù | 72                    |                   |    |                       |                       |
|  | RSV Lahn-Dill               | 64                    |                   |    |                       |                       |
|  | RSV Lahn-Dill               | 64                    |                   |    |                       |                       |

### Euroligue 1
La phase finale de l'Euroligue 1 est organisée à Bilbao, en Espagne. Les deux poules sont composées de :
| Poule A - Bidaideak Bilbao (organisateur) - Galatasaray (1er du groupe A de la PCL, reversé des 1/4 de finale) - London Titans (3e du groupe C de la PCL) - Sitting Bulls (1er du groupe A de la PEL1) | Poule B - Beşiktaş (2e du groupe B de la PCL, reversé des 1/4 de finale) - Oldham Owls (3e du groupe A de la PCL) - BG Hamburg (3e du groupe B de la PCL) - Kardemir Karabükspor (1er du groupe B de la PEL1) |

| Bilbao Sitting Bulls Galatasaray Londres Oldham Hambourg Karabük Beşiktaş |

Triple-doubles réalisés au cours de la compétition :
- Vasily Kochetkov (Hamburg) contre Kardemir Karabükspor (match de poule) : 23 points, 16 rebonds et 10 passes décisives
- Özgür Gürbulak (Galatasaray) contre Beşiktaş (1/2 finale) : 16 points, 11 rebonds et 11 passes décisives

#### Phase de groupes
Groupe A

| FEL1 Groupe A | FEL1 Groupe A                       | FEL1 Groupe A | FEL1 Groupe A | FEL1 Groupe A | FEL1 Groupe A | FEL1 Groupe A | FEL1 Groupe A | FEL1 Groupe A | FEL1 Groupe A |
|               | Équipe                              | Pts           | G             | P             | Pm            | Pe            | Diff          | Dép           | Moy           |
| ------------- | ----------------------------------- | ------------- | ------------- | ------------- | ------------- | ------------- | ------------- | ------------- | ------------- |
| 1             | Bidaideak Bilbao BSR                | 6             | 3             | 0             | 218           | 166           | +52           |               | 73-55         |
| 2             | Galatasaray SK                      | 5             | 2             | 1             | 250           | 171           | +79           |               | 83-57         |
| 3             | Interwetten Coloplast Sitting Bulls | 4             | 1             | 2             | 171           | 186           | -15           |               | 57-62         |
| 4             | London Titans                       | 3             | 0             | 3             | 103           | 219           | -116          |               | 34-73         |

| Légende | Légende                       |
| ------- | ----------------------------- |
|         | Qualifié pour les 1/2 finales |
|         | Éliminé                       |

Groupe B

| FEL1 Groupe B | FEL1 Groupe B               | FEL1 Groupe B | FEL1 Groupe B | FEL1 Groupe B | FEL1 Groupe B | FEL1 Groupe B | FEL1 Groupe B | FEL1 Groupe B | FEL1 Groupe B |
|               | Équipe                      | Pts           | G             | P             | Pm            | Pe            | Diff          | Dép           | Moy           |
| ------------- | --------------------------- | ------------- | ------------- | ------------- | ------------- | ------------- | ------------- | ------------- | ------------- |
| 1             | Beşiktaş RMK Marine         | 6             | 3             | 0             | 209           | 183           | +26           |               | 70-61         |
| 2             | Oldham Owls                 | 5             | 2             | 1             | 200           | 192           | +8            |               | 67-64         |
| 3             | Kardemir Karabükspor Kulübü | 4             | 1             | 2             | 209           | 217           | -8            |               | 70-72         |
| 4             | BG Baskets Hamburg          | 3             | 0             | 3             | 190           | 216           | -26           |               | 63-72         |

| Légende | Légende                       |
| ------- | ----------------------------- |
|         | Qualifié pour les 1/2 finales |
|         | Éliminé                       |

#### Tableau final
Les équipes classées aux deux premières places de chaque groupe se disputent le titre.
|  | 1/2 finales             | 1/2 finales             |                      |    | Finale                  | Finale                  |
|  | 1/2 finales             | 1/2 finales             |                      |    | Finale                  | Finale                  |
|  |                         |                         |                      |    |                         |                         |
|  | 28 avril 2018, à Bilbao | 28 avril 2018, à Bilbao |                      |    | 29 avril 2018, à Bilbao | 29 avril 2018, à Bilbao |
|  | 28 avril 2018, à Bilbao | 28 avril 2018, à Bilbao |                      |    | 29 avril 2018, à Bilbao | 29 avril 2018, à Bilbao |
|  | Bidaideak Bilbao BSR    | 73                      |                      |    | 29 avril 2018, à Bilbao | 29 avril 2018, à Bilbao |
|  | Bidaideak Bilbao BSR    | 73                      |                      |    | 29 avril 2018, à Bilbao | 29 avril 2018, à Bilbao |
|  | Oldham Owls             | 59                      |                      |    | 29 avril 2018, à Bilbao | 29 avril 2018, à Bilbao |
|  | Oldham Owls             | 59                      | Bidaideak Bilbao BSR | 71 |                         |                         |
|  | 28 avril 2018, à Bilbao |                         | Bidaideak Bilbao BSR | 71 |                         |                         |
|  |                         | Galatasaray SK          | 73                   |    |                         |                         |
|  | Beşiktaş RMK Marine     | Galatasaray SK          | 73                   | 51 |                         |                         |
|  | Beşiktaş RMK Marine     |                         |                      | 51 |                         |                         |
|  | Galatasaray SK          | 62                      |                      |    |                         |                         |
|  | Galatasaray SK          | 62                      | 3e place             |    |                         |                         |
|  |                         |                         |                      |    |                         |                         |
|  | 29 avril 2018, à Bilbao |                         |                      |    |                         |                         |
|  |                         |                         |                      |    |                         |                         |
|  | Oldham Owls             | 52                      |                      |    |                         |                         |
|  | Oldham Owls             | 52                      |                      |    |                         |                         |
|  | Beşiktaş RMK Marine     | 76                      |                      |    |                         |                         |
|  | Beşiktaş RMK Marine     | 76                      |                      |    |                         |                         |

Les équipes classées aux deux dernières places de chaque groupe sont reversées dans ce tableau de classement.
|  | 5e place                            |    |
|  |                                     |    |
|  | 28 avril 2018, à Bilbao             |    |
|  |                                     |    |
|  | Interwetten Coloplast Sitting Bulls | 66 |
|  | Interwetten Coloplast Sitting Bulls | 66 |
|  | Kardemir Karabükspor Kulübü         | 77 |
|  | Kardemir Karabükspor Kulübü         | 77 |

|  | 7e place                |    |
|  |                         |    |
|  | 28 avril 2018, à Bilbao |    |
|  |                         |    |
|  | London Titans           | 54 |
|  | London Titans           | 54 |
|  | BG Baskets Hamburg      | 70 |
|  | BG Baskets Hamburg      | 70 |

### Euroligue 2
La phase finale de l'Euroligue 2 est organisée à Sheffield, en Grande-Bretagne. Les deux poules sont composées de :
| Poule A - Sheffield Steelers (organisateur) - Varese (4e du groupe C de la PCL) - Nevskiy Alyans (2e du groupe A de la PEL1) - Köln 99ers (1er du groupe B de la PEL2) | Poule B - Porto Torres (4e du groupe A de la PCL) - Le Cannet (4e du groupe B de la PCL) - ACE Gran Canaria (2e du groupe B de la PEL1) - Only Friends Amsterdam (1er du groupe A de la PEL2) |

| Sheffield Köln Nevskiy Alyans Varese Porto Torres Amsterdam Gran Canaria Le Cannet |

#### Phase de groupes
Groupe A

| FEL2 Groupe A | FEL2 Groupe A             | FEL2 Groupe A | FEL2 Groupe A | FEL2 Groupe A | FEL2 Groupe A | FEL2 Groupe A | FEL2 Groupe A | FEL2 Groupe A | FEL2 Groupe A |
|               | Équipe                    | Pts           | G             | P             | Pm            | Pe            | Diff          | Dép           | Moy           |
| ------------- | ------------------------- | ------------- | ------------- | ------------- | ------------- | ------------- | ------------- | ------------- | ------------- |
| 1             | Sheffield Steelers        | 6             | 3             | 0             | 251           | 173           | +78           |               | 84-58         |
| 2             | BKIS Nevskiy Alyans VOI   | 5             | 2             | 1             | 173           | 191           | -18           |               | 58-64         |
| 3             | RSC Köln 99ers            | 4             | 1             | 2             | 205           | 214           | -9            |               | 68-71         |
| 4             | ASD Handicap Sport Varese | 3             | 0             | 3             | 156           | 207           | -51           |               | 52-69         |

| Légende | Légende                       |
| ------- | ----------------------------- |
|         | Qualifié pour les 1/2 finales |
|         | Éliminé                       |

Groupe B

| FEL2 Groupe B | FEL2 Groupe B             | FEL2 Groupe B | FEL2 Groupe B | FEL2 Groupe B | FEL2 Groupe B | FEL2 Groupe B | FEL2 Groupe B | FEL2 Groupe B | FEL2 Groupe B |
|               | Équipe                    | Pts           | G             | P             | Pm            | Pe            | Diff          | Dép           | Moy           |
| ------------- | ------------------------- | ------------- | ------------- | ------------- | ------------- | ------------- | ------------- | ------------- | ------------- |
| 1             | BSR ACE Gran Canaria      | 6             | 3             | 0             | 210           | 140           | +70           |               | 70-47         |
| 2             | Hornets Le Cannet         | 5             | 2             | 1             | 213           | 163           | +50           |               | 71-54         |
| 3             | SC Only Friends Amsterdam | 4             | 1             | 2             | 177           | 212           | -35           |               | 59-71         |
| 4             | GSD Porto Torres          | 3             | 0             | 3             | 139           | 224           | -85           |               | 46-75         |

| Légende | Légende                       |
| ------- | ----------------------------- |
|         | Qualifié pour les 1/2 finales |
|         | Éliminé                       |

#### Tableau final
Les équipes classées aux deux premières places de chaque groupe se disputent le titre.
|  | 1/2 finales                | 1/2 finales                |                    |    | Finale                     | Finale                     |
|  | 1/2 finales                | 1/2 finales                |                    |    | Finale                     | Finale                     |
|  |                            |                            |                    |    |                            |                            |
|  | 28 avril 2018, à Sheffield | 28 avril 2018, à Sheffield |                    |    | 29 avril 2018, à Sheffield | 29 avril 2018, à Sheffield |
|  | 28 avril 2018, à Sheffield | 28 avril 2018, à Sheffield |                    |    | 29 avril 2018, à Sheffield | 29 avril 2018, à Sheffield |
|  | Sheffield Steelers         | 84                         |                    |    | 29 avril 2018, à Sheffield | 29 avril 2018, à Sheffield |
|  | Sheffield Steelers         | 84                         |                    |    | 29 avril 2018, à Sheffield | 29 avril 2018, à Sheffield |
|  | Hornets Le Cannet          | 65                         |                    |    | 29 avril 2018, à Sheffield | 29 avril 2018, à Sheffield |
|  | Hornets Le Cannet          | 65                         | Sheffield Steelers | 71 |                            |                            |
|  | 28 avril 2018, à Sheffield |                            | Sheffield Steelers | 71 |                            |                            |
|  |                            | BSR ACE Gran Canaria       | 60                 |    |                            |                            |
|  | BSR ACE Gran Canaria       | BSR ACE Gran Canaria       | 60                 | 80 |                            |                            |
|  | BSR ACE Gran Canaria       |                            |                    | 80 |                            |                            |
|  | BKIS Nevskiy Alyans VOI    | 54                         |                    |    |                            |                            |
|  | BKIS Nevskiy Alyans VOI    | 54                         | 3e place           |    |                            |                            |
|  |                            |                            |                    |    |                            |                            |
|  | 29 avril 2018, à Sheffield |                            |                    |    |                            |                            |
|  |                            |                            |                    |    |                            |                            |
|  | Hornets Le Cannet          | 67                         |                    |    |                            |                            |
|  | Hornets Le Cannet          | 67                         |                    |    |                            |                            |
|  | BKIS Nevskiy Alyans VOI    | 46                         |                    |    |                            |                            |
|  | BKIS Nevskiy Alyans VOI    | 46                         |                    |    |                            |                            |

Les équipes classées aux deux dernières places de chaque groupe sont reversées dans ce tableau de classement.
|  | 5e place                   |    |
|  |                            |    |
|  | 28 avril 2018, à Sheffield |    |
|  |                            |    |
|  | RSC Köln 99ers             | 64 |
|  | RSC Köln 99ers             | 64 |
|  | SC Only Friends Amsterdam  | 55 |
|  | SC Only Friends Amsterdam  | 55 |

|  | 7e place                   |    |
|  |                            |    |
|  | 28 avril 2018, à Sheffield |    |
|  |                            |    |
|  | ASD Handicap Sport Varese  | 49 |
|  | ASD Handicap Sport Varese  | 49 |
|  | GSD Porto Torres           | 47 |
|  | GSD Porto Torres           | 47 |

### Euroligue 3
La phase finale de l'Euroligue 3 est organisée à Badajoz, en Espagne. Les deux poules sont composées de :
| Poule A - Mideba Extremadura (organisateur) - Wiesbaden (3e du groupe B de la PEL1) - Bordeaux (2e du groupe A de la PEL2) - Santo Stefano (1er du groupe C de la PEL3) | Poule B - Santa Lucia (3e du groupe A de la PEL1) - Meyrin (2e du groupe B de la PEL2) - Banja Luka (1er du groupe A de la PEL3) - Izmir Genclik (1er du groupe B de la PEL3) |

| Mideba S. Stefano Bordeaux Wiesbaden S. Lucia Izmir Banja Luka Meyrin |

#### Phase de groupes
Groupe A

| FEL3 Groupe A | FEL3 Groupe A                | FEL3 Groupe A | FEL3 Groupe A | FEL3 Groupe A | FEL3 Groupe A | FEL3 Groupe A | FEL3 Groupe A | FEL3 Groupe A | FEL3 Groupe A |
|               | Équipe                       | Pts           | G             | P             | Pm            | Pe            | Diff          | Dép           | Moy           |
| ------------- | ---------------------------- | ------------- | ------------- | ------------- | ------------- | ------------- | ------------- | ------------- | ------------- |
| 1             | CP Mideba Extremadura        | 6             | 3             | 0             | 184           | 129           | +55           |               | 61-43         |
| 2             | ASD Santo Stefano Sport      | 5             | 2             | 1             | 178           | 169           | +9            |               | 59-56         |
| 3             | Rhine River Rhinos Wiesbaden | 4             | 1             | 2             | 157           | 150           | +7            |               | 52-50         |
| 4             | Léopards de Guyenne Bordeaux | 3             | 0             | 3             | 117           | 188           | -71           |               | 39-63         |

| Légende | Légende                       |
| ------- | ----------------------------- |
|         | Qualifié pour les 1/2 finales |
|         | Éliminé                       |

Groupe B

| FEL3 Groupe B | FEL3 Groupe B         | FEL3 Groupe B | FEL3 Groupe B | FEL3 Groupe B | FEL3 Groupe B | FEL3 Groupe B | FEL3 Groupe B | FEL3 Groupe B | FEL3 Groupe B |
|               | Équipe                | Pts           | G             | P             | Pm            | Pe            | Diff          | Dép           | Moy           |
| ------------- | --------------------- | ------------- | ------------- | ------------- | ------------- | ------------- | ------------- | ------------- | ------------- |
| 1             | Izmir BB Genclik VESK | 6             | 3             | 0             | 194           | 153           | +41           |               | 65-51         |
| 2             | SSD Santa Lucia       | 5             | 2             | 1             | 193           | 147           | +46           |               | 64-49         |
| 3             | KKI Vrbas Banja Luka  | 4             | 1             | 2             | 175           | 194           | -19           |               | 58-65         |
| 4             | Aigles de Meyrin      | 3             | 0             | 3             | 124           | 192           | -68           |               | 41-64         |

| Légende | Légende                       |
| ------- | ----------------------------- |
|         | Qualifié pour les 1/2 finales |
|         | Éliminé                       |

#### Tableau final
Les équipes classées aux deux premières places de chaque groupe se disputent le titre.
|  | 1/2 finales              | 1/2 finales              |                 |    | Finale                   | Finale                   |
|  | 1/2 finales              | 1/2 finales              |                 |    | Finale                   | Finale                   |
|  |                          |                          |                 |    |                          |                          |
|  | 28 avril 2018, à Badajoz | 28 avril 2018, à Badajoz |                 |    | 29 avril 2018, à Badajoz | 29 avril 2018, à Badajoz |
|  | 28 avril 2018, à Badajoz | 28 avril 2018, à Badajoz |                 |    | 29 avril 2018, à Badajoz | 29 avril 2018, à Badajoz |
|  | CP Mideba Extremadura    | 51                       |                 |    | 29 avril 2018, à Badajoz | 29 avril 2018, à Badajoz |
|  | CP Mideba Extremadura    | 51                       |                 |    | 29 avril 2018, à Badajoz | 29 avril 2018, à Badajoz |
|  | SSD Santa Lucia          | 61                       |                 |    | 29 avril 2018, à Badajoz | 29 avril 2018, à Badajoz |
|  | SSD Santa Lucia          | 61                       | SSD Santa Lucia | 57 |                          |                          |
|  | 28 avril 2018, à Badajoz |                          | SSD Santa Lucia | 57 |                          |                          |
|  |                          | ASD Santo Stefano Sport  | 56              |    |                          |                          |
|  | Izmir BB Genclik VESK    | ASD Santo Stefano Sport  | 56              | 39 |                          |                          |
|  | Izmir BB Genclik VESK    |                          |                 | 39 |                          |                          |
|  | ASD Santo Stefano Sport  | 49                       |                 |    |                          |                          |
|  | ASD Santo Stefano Sport  | 49                       | 3e place        |    |                          |                          |
|  |                          |                          |                 |    |                          |                          |
|  | 29 avril 2018, à Badajoz |                          |                 |    |                          |                          |
|  |                          |                          |                 |    |                          |                          |
|  | CP Mideba Extremadura    | 46                       |                 |    |                          |                          |
|  | CP Mideba Extremadura    | 46                       |                 |    |                          |                          |
|  | Izmir BB Genclik VESK    | 54                       |                 |    |                          |                          |
|  | Izmir BB Genclik VESK    | 54                       |                 |    |                          |                          |

Les équipes classées aux deux dernières places de chaque groupe sont reversées dans ce tableau de classement.
|  | 5e place                     |    |
|  |                              |    |
|  | 28 avril 2018, à Badajoz     |    |
|  |                              |    |
|  | Rhine River Rhinos Wiesbaden | 66 |
|  | Rhine River Rhinos Wiesbaden | 66 |
|  | KKI Vrbas Banja Luka         | 73 |
|  | KKI Vrbas Banja Luka         | 73 |

|  | 7e place                     |    |
|  |                              |    |
|  | 28 avril 2018, à Badajoz     |    |
|  |                              |    |
|  | Léopards de Guyenne Bordeaux | 28 |
|  | Léopards de Guyenne Bordeaux | 28 |
|  | Aigles de Meyrin             | 38 |
|  | Aigles de Meyrin             | 38 |

## Classements finaux
|                    | Ligue des Champions                | Ligue des Champions | Euroligue 1                         | Euroligue 1 | Euroligue 2               | Euroligue 2 | Euroligue 3                  | Euroligue 3 |
| Rang               | Équipe                             | V-D                 | Équipe                              | V-D         | Équipe                    | V-D         | Équipe                       | V-D         |
| ------------------ | ---------------------------------- | ------------------- | ----------------------------------- | ----------- | ------------------------- | ----------- | ---------------------------- | ----------- |
| Médaille d'or      | RSB Thüringia Bulls                | 4-1                 | Galatasaray SK                      | 4-1         | Sheffield Steelers        | 5-0         | SSD Santa Lucia              | 4-1         |
| Médaille d'argent  | CD Ilunion Madrid                  | 4-1                 | Bidaideak Bilbao BSR                | 4-1         | BSR ACE Gran Canaria      | 4-1         | ASD Santo Stefano Sport      | 3-2         |
| Médaille de bronze | Unipol Sai Briantea84 Cantù        | 3-2                 | Beşiktaş RMK Marine                 | 4-1         | Hornets Le Cannet         | 3-2         | Izmir BB Genclik VESK        | 4-1         |
| 4                  | RSV Lahn-Dill                      | 2-3                 | Oldham Owls                         | 2-3         | BKIS Nevskiy Alyans VOI   | 2-3         | CP Mideba Extremadura        | 3-2         |
| 5                  | Galatasaray SK Beşiktaş RMK Marine | 2-1 1-2             | Kardemir Karabükspor Kulübü         | 2-2         | RSC Köln 99ers            | 2-2         | KKI Vrbas Banja Luka         | 2-2         |
| 6                  | Galatasaray SK Beşiktaş RMK Marine | 2-1 1-2             | Interwetten Coloplast Sitting Bulls | 1-3         | SC Only Friends Amsterdam | 1-3         | Rhine River Rhinos Wiesbaden | 1-3         |
| 7                  | BSR Amiab Albacete Ilan Ramat Gan  | 0-3 0-3             | BG Baskets Hamburg                  | 1-3         | ASD Handicap Sport Varese | 1-3         | Aigles de Meyrin             | 1-3         |
| 8                  | BSR Amiab Albacete Ilan Ramat Gan  | 0-3 0-3             | London Titans                       | 0-4         | GSD Porto Torres          | 0-4         | Léopards de Guyenne Bordeaux | 0-4         |

## Classement IWBF des clubs à l'issue de la saison
L'IWBF édite chaque année un classement basé sur les performances des clubs dans les compétitions européennes sur les trois dernières années. Il permet de répartir les équipes dans les quatre divisions du tour préliminaire de l'EuroCup.
Classement arrêté à la fin de la saison 2017-2018
| Place | Équipe                               | Points | Évolution après 2017 |
| ----- | ------------------------------------ | ------ | -------------------- |
| 1     | CD Ilunion Madrid                    | 309    | en stagnation        |
| 2     | Unipol Sai Briantea84 Cantú          | 299    | +1                   |
| 3     | RSB Thüringia Bulls                  | 297    | +1                   |
| 4     | RSV Lahn-Dill                        | 292    | -2                   |
| 5     | Galatasaray SK                       | 260    | +2                   |
| 6     | Beşiktaş RMK Marine                  | 259    | -1                   |
| 7     | BG Baskets Hamburg                   | 236    | +1                   |
| 8     | BSR Amiab Albacete                   | 222    | +5                   |
| 9     | Bidaideak Bilbao BSR                 | 219    | +11                  |
| 10    | Oldham Owls                          | 215    | +5                   |
| 11    | CS Meaux BF                          | 208    | -1                   |
| 11    | Ilan Ramat Gan                       | 208    | +4                   |
| 13    | DECO Amicacci Giulianova             | 207    | -2                   |
| 14    | Kardemir Karabükspor Kulübü          | 198    | +10                  |
| 15    | GSD Porto Torres                     | 193    | -9                   |
| 16    | Interwetten Coloplast Sitting Bulls  | 170    | +10                  |
| 17    | BSR ACE Gran Canaria                 | 163    | +2                   |
| 18    | Hornets Le Cannet                    | 162    | -1                   |
| 19    | BKIS Nevskiy Alyans VOI              | 156    | +2                   |
| 20    | London Titans                        | 150    | +16                  |
| 21    | ASD Handicap Sport Varese            | 148    | -3                   |
| 22    | BasKI Neva Star                      | 135    | +6                   |
| 23    | Beit Halochem Haïfa                  | 134    | +3                   |
| 24    | Pilatus Dragons RCZS                 | 121    | +7                   |
| 25    | Hyères HC                            | 110    | -15                  |
| 26    | RSC Köln 99ers                       | 109    | +6                   |
| 27    | SSD Santa Lucia                      | 108    | -4                   |
| 27    | Sheffield Steelers                   | 108    | +27                  |
| 29    | TSK Rehab Merkezi Engelliler SK      | 99     | +3                   |
| 30    | ASD Padova Millennium Basket ONLUS   | 92     | -2                   |
| 30    | SC Only Friends Amsterdam            | 92     | +20                  |
| 30    | BSR Fundacion Grupo Norte Valladolid | 92     | -18                  |
| 33    | Toulouse IC                          | 89     | -19                  |
| 34    | Rhine River Rhinos Wiesbaden         | 86     | +1                   |
| 35    | Beit Halochem Tel Aviv               | 84     | -10                  |
| 36    | Antwerp GEMBO Players                | 81     | +5                   |
| 36    | CTH Lannion                          | 81     | +4                   |
| 38    | KKI Vrbas Banja Luka                 | 78     | +4                   |
| 38    | SC Devedo                            | 78     | -1                   |
| 40    | Meylan Grenoble HB                   | 76     | -2                   |
| 40    | Yalova Ortopedikler SK               | 76     | -18                  |
| 42    | CP Mideba Extremadura                | 74     | +3                   |
| 43    | Izmir BB Genclik VESK                | 67     | +18                  |
| 44    | Les Aigles de Meyrin                 | 66     | en stagnation        |
| 45    | Léopards de Guyenne Bordeaux         | 63     | -2                   |
| 46    | ASD Santo Stefano Sport              | 54     | entrée               |
| 47    | WB Studánka Pardubice                | 47     | +3                   |
| 48    | HSB Marseille                        | 46     | en stagnation        |
| 49    | CAPSAAA Paris                        | 45     | -3                   |
| 50    | BSC Rollers Zwickau                  | 42     | -16                  |